# ایوان اوترو
ایوان اوترو (انگلیسی: Iván Otero؛ زادهٔ ۱۶ آوریل ۱۹۷۷) بازیکن فوتبال اهل اسپانیا است.
از باشگاه‌هایی که در آن بازی کرده‌است می‌توان به باشگاه فوتبال ختافه، باشگاه فوتبال اسپورتینگ خیخون، و باشگاه فوتبال زامورا اشاره کرد.